# Air Tahiti Nui
Air Tahiti Nui é uma companhia aérea francesa com sede na cidade de Papeete, Polinésia Francesa, França. A sua base de operações é o Aeroporto Internacional de Faa'a, na ilha de Taiti.

## História

Immeuble Tuarata, sede da Air Tahiti Nui em Faa'a, foi inaugurada em 2018, substituindo o prédio anterior em Papeete.

A Air Tahiti Nui foi fundada em 31 de outubro de 1996 e iniciou suas operações de voo em 20 de novembro de 1998. É a primeira companhia aérea internacional com sede em Papeete, Tahiti, formada para desenvolver o turismo de entrada. O Governo da Polinésia Francesa é o principal acionista (84,4%), juntamente com outros investidores locais. A Air Tahiti Nui tinha 782 funcionários em 2007.
Após anos de déficit, a Air Tahiti Nui enfrentou uma possível falência em 2011. O então presidente da Polinésia Francesa, Oscar Temaru, pediu que todos os trabalhadores qualificados no território ajudassem a resgatar a transportadora, pagando voluntariamente um terço de sua renda em um fundo de resgate. Após quatro anos de déficit, a empresa começou a lucrar novamente em 2015.
Em maio de 2015, a Air Tahiti Nui anunciou sua intenção de substituir toda a frota, consistindo em cinco aeronaves Airbus A340-300. Eles seriam substituídos por quatro aeronaves Boeing 787-9, que seriam entregues em 2018 e 2019. A Air Tahiti Nui operou seu último serviço com o A340 em setembro de 2019.
Em abril de 2018, em antecipação à sua nova frota de Boeing 787-9, a Air Tahiti Nui lançou sua marca redesenhada e tipografia atualizada. O logotipo redesenhado é uma colaboração conjunta entre a Future Brand e o artista contemporâneo polinésio Alexander Lee. A marca redesenhada representa uma flor tiare (emblema da companhia aérea desde o seu início) em uma visão 2/3, com o perfil de uma vahine (mulher, em taitiano) em seu pistilo, um aceno para a reputação do Taiti de mulheres bonitas e flores nos mares do Sul.
No dia 15 de março de 2020, devido a restrições operacionais nos EUA por causa da pandemia de covid-19, o voo para o Aeroporto Charles de Gaulle em Paris foi feito pela primeira vez sem a tradicional escala no Aeroporto Internacional de Los Angeles realizando o voo TN64, feito em aproximadamente 16 horas, o voo mais longo do mundo na ocasião.

## Frota

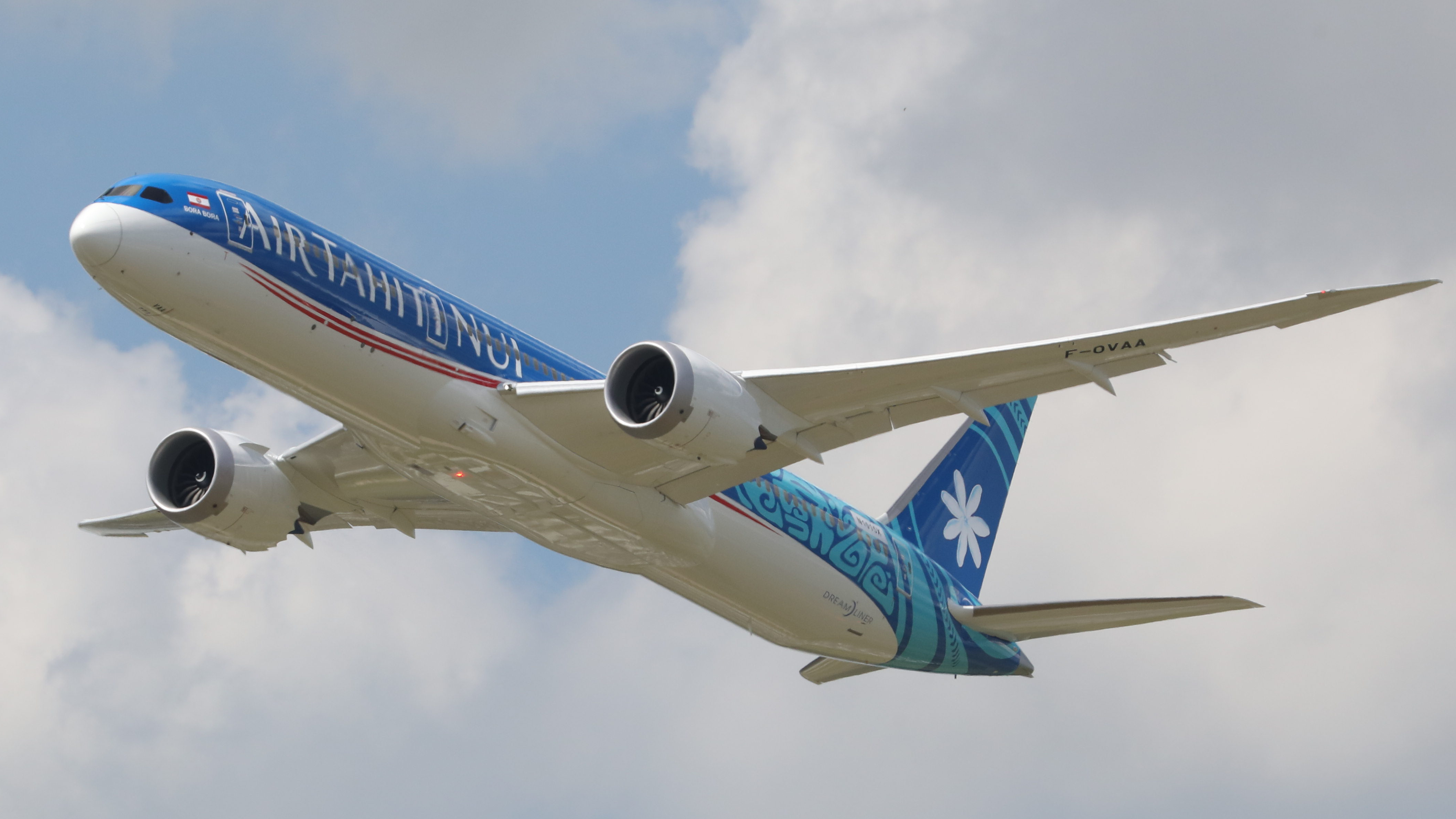
Air Tahiti Nui Boeing 787-9 "Bora Bora", 2019

A frota da Air Tahiti Nui consiste na seguinte (Outubro 2019):
| Aeronaves               | Total | Passageiros | Passageiros | Passageiros | Passageiros |
| Aeronaves               | Total | F           | J           | Y           | Total       |
| ----------------------- | ----- | ----------- | ----------- | ----------- | ----------- |
| Boeing 787-9 Dreamliner | 4     | 30          | 32          | 232         | 294         |

Os quatro 787-9 da Air Tahiti Nui em operação se chamam "Bora Bora", "Tetiaroa", "Fakarava" e "Tupaia" que representa suas ilhas e atóis da Polinésia Francesa.

### Frota Histórica
- Airbus A340-200 (F-OITN)

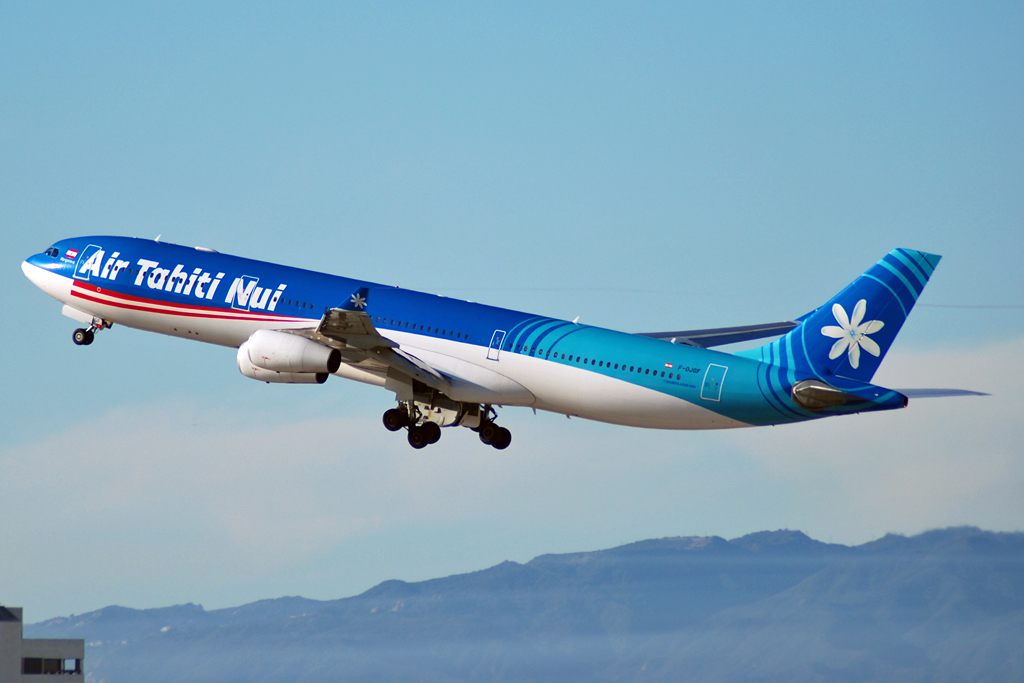
Air Tahiti Nui Airbus A340-300 em 2009

- Airbus A340-300 (F-OJTN, F-OJGF, F-OSEA, F-OSUN, F-OLOV)[7]

## Codeshare
- Air France
- Air New Zealand
- American Airlines
- Delta Air Lines
- Japan Airlines
- Qantas
- Vietnam Airlines